# Rue Nansouty
La rue Nansouty est une voie du 14e arrondissement de Paris, en France, qui longe le parc Montsouris.

## Situation et accès
La rue est essentiellement résidentielle et fait directement face au Parc Montsouris. Par ailleurs, la rue Nansouty présente la particularité de ne comporter que des numéros pairs en raison de la présence du parc Montsouris sur le côté impair.
La rue est parcourue en sous-sol par une galerie d'inspection des carrières, qui porte le même odonyme.
La rue Nansouty est desservie par le RER B à la gare de Cité universitaire.

## Origine du nom
La voie tient son nom du général d'Empire, Étienne Marie Antoine Champion de Nansouty, comte de Nansouty (1768-1815).

## Historique
En 1865, cinq ans après l'annexion du nord de Gentilly par la capitale, les contours du parc Montsouris étaient dessinés et la nouvelle rue ouverte jusqu'au boulevard Jourdan ; elle prit sa dénomination par décret du 2 mars 1867.
En 1868, dans un grand terrain de 4 000 m2 entouré d'acacias, situé rue Nansouty (dans la section sud, rue Émile-Deutsch-de-La-Meurthe depuis 1924) et boulevard Jourdan, fut créé le géorama universel de Montsouris, attraction géographique aujourd'hui disparue. André Gide évoque ce lieu dans Si le grain ne meurt :

« Tous les mardis, de 2 à 5, l’École alsacienne emmenait les élèves (ceux des basses classes du moins, sous la surveillance d’un professeur, qui nous faisait visiter […] un extraordinaire endroit, situé tout contre le parc de Montsouris, qui s’appelait le Géorama universel  : c’était un misérable jardin, que le propriétaire, un grand lascar vêtu d’alpaga, avait aménagé en carte de géographie. Les montagnes y étaient figurées par des rocailles; les lacs, bien que cimentés, étaient à sec; dans le bassin de la  Méditerranée naviguaient quelques poissons rouges comme pour accuser l’exigüité de la botte italienne. Le professeur nous invitait à lui désigner les Karpates, cependant que le lascar, une longue baguette à la main, soulignait les frontières, nommait des villes, dénonçait un tas d’ingéniosités indistinctes et saugrenues, exaltait son œuvre, insistant sur le temps qu’il avait fallu pour le mener à bien; […] »

Par arrêté du 2 octobre 1924, la partie de la rue Nansouty comprise entre la rue du Parc-de-Montsouris et le boulevard Jourdan est détachée pour former la rue Émile-Deutsch-de-La-Meurthe.

## Bâtiments remarquables et lieux de mémoire
- Au no 14, se trouve la villa Guggenbühl réalisée par l'architecte André Lurçat, en 1927, pour le peintre suisse Walter Guggenbühl[5]. Cette villa est inscrite depuis 1975 aux monuments historiques[6].
- Au n° 8 : maison réalisée par les architectes Auguste Perret et Gustave Perret pour Pierre Gaut, producteur de cinéma et collectionneur, en 1923 ; un premier projet, dû à Le Corbusier, avait été refusé par le commanditaire.
- Au no 24 : le sculpteur Charles Roufosse y a vécu vers 1900.
- Au no 26 : Patrice Blanc-Francard habita l'immeuble dans les années 1980.

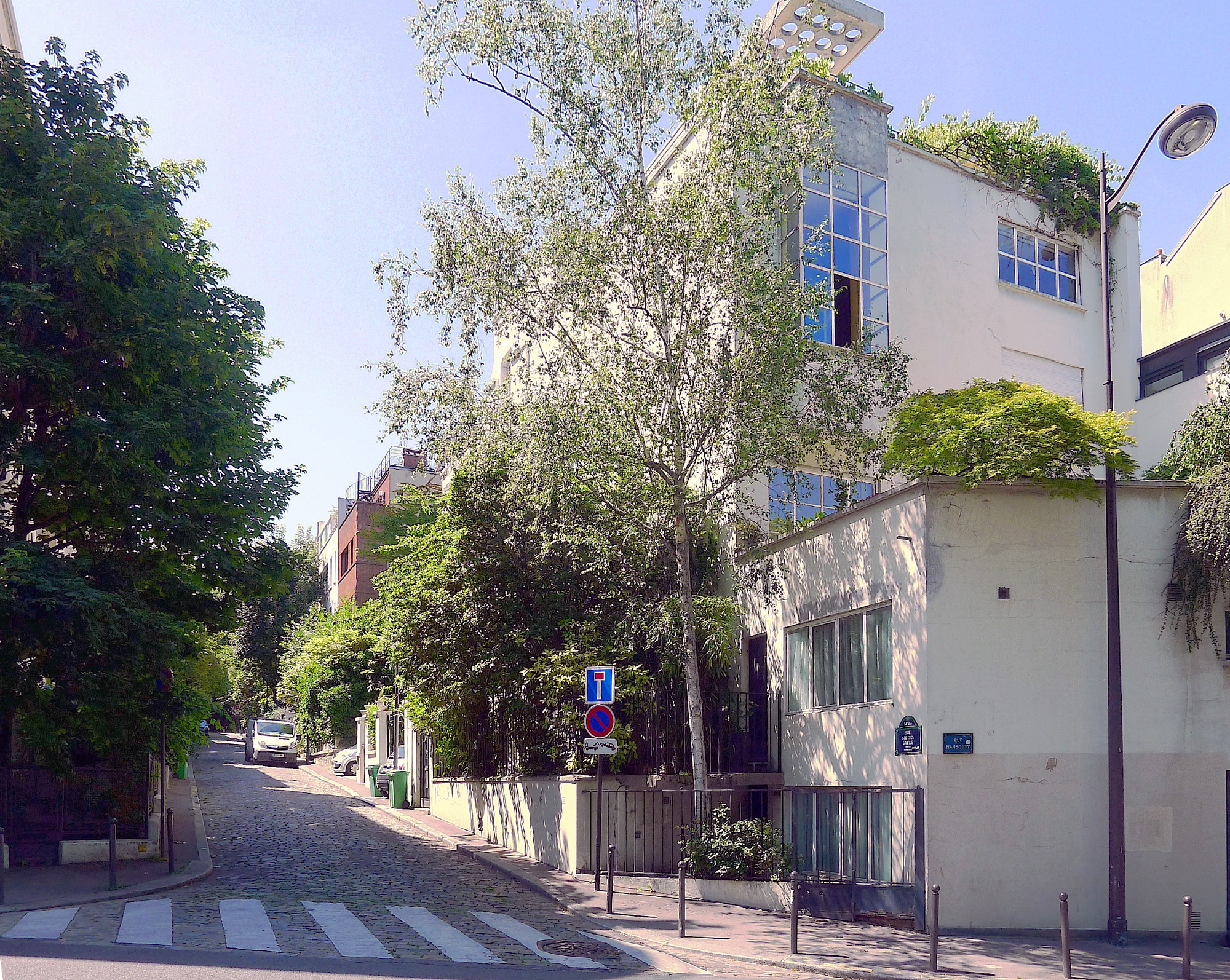
Entrée de la rue (impasse) Georges-Braque.
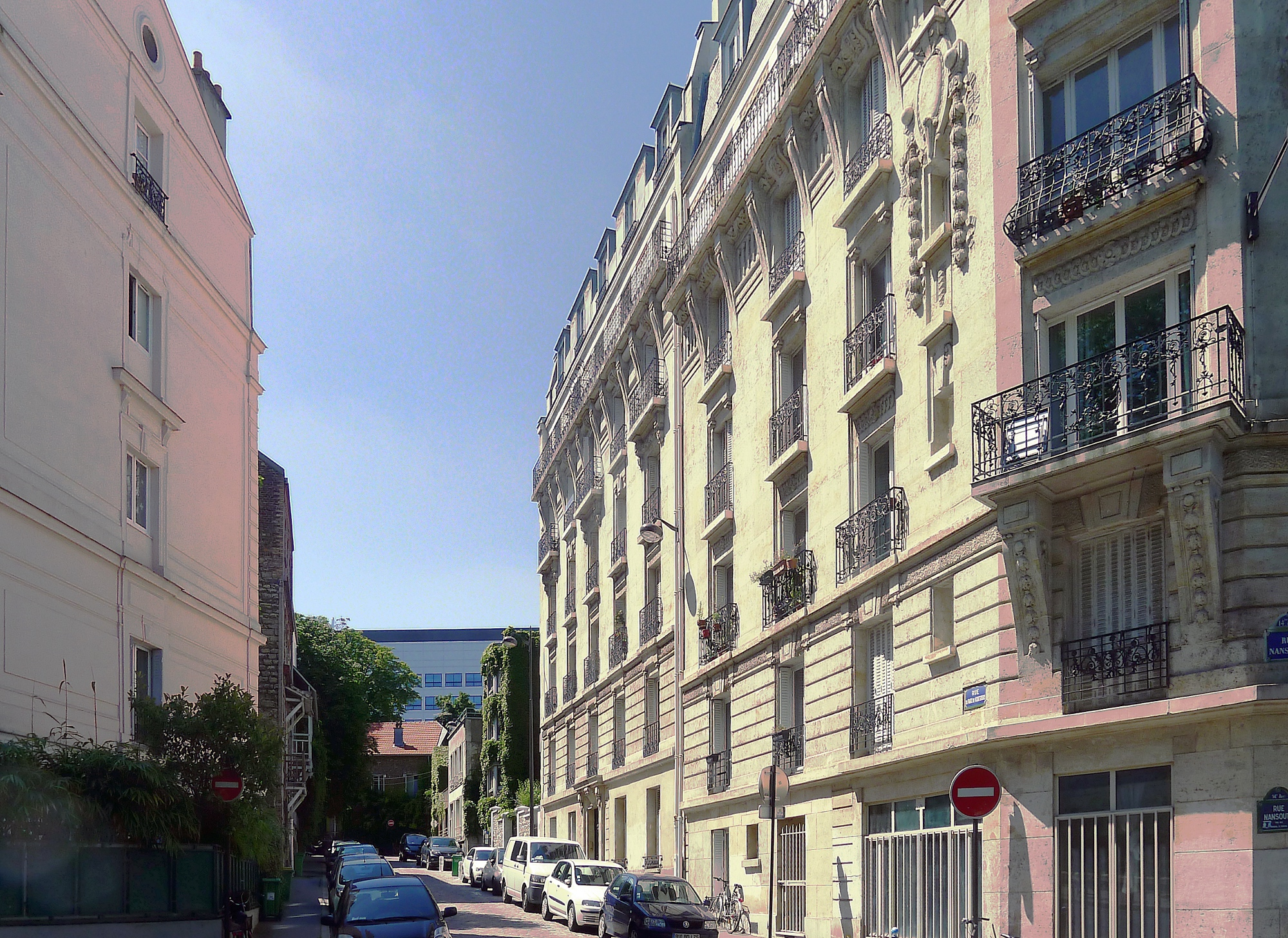
Une des entrées de la rue du Parc-de-Montsouris.